# نیروگاه هسته‌ای اوکراین جنوبی
نیروگاه هسته‌ای اوکراین جنوبی (به لاتین: South Ukraine Nuclear Power Plant) یک نیروگاه هسته‌ای در اوکراین است که در استان میکولائیف واقع شده‌است.